# Бишеви
Бишеви (пол. Byszewy) — село в Польщі, у гміні Новосольна Лодзький-Східного повіту Лодзинського воєводства.
Населення — 392 особи (2011).

## Демографія
Демографічна структура станом на 31 березня 2011 року:
|          | Загалом | Допрацездатний вік | Працездатний вік | Постпрацездатний вік |
| -------- | ------- | ------------------ | ---------------- | -------------------- |
| Чоловіки | 195     | 34                 | 146              | 15                   |
| Жінки    | 197     | 48                 | 112              | 37                   |
| Разом    | 392     | 82                 | 258              | 52                   |